# NGC 4556
NGC 4556 (другие обозначения — UGC 7765, MCG 5-30-27, ZWG 159.22, PGC 41980) — эллиптическая галактика (E) в созвездии Волосы Вероники. Открыта Уильямом Гершелем в 1785 году.
Этот объект входит в число перечисленных в оригинальной редакции «Нового общего каталога».
Галактика является самой яркой из девяти галактик, видимых в этой области неба в поле зрения 10′ × 10′ любительского телескопа; среди них также NGC 4558 и NGC 4563. На фотографии DSS галактика имеет яркое, вытянутое ядро в более тусклой внешней оболочке, ориентированной с востока на запад. Неподалёку на западе находится компактная галактика. В телескопе с умеренным диаметром видна только NGC 4556, она выглядит слегка тусклой и округлой, с равномерно ярким диском и хорошо очерченными краями. Радиальная скорость: 7489 км/с. Расстояние: 335 млн световых лет. Диаметр: 117 тыс. световых лет.
Галактика входит в Сверхскопление Волос Вероники.